# Odmieniec (kultura ludowa)

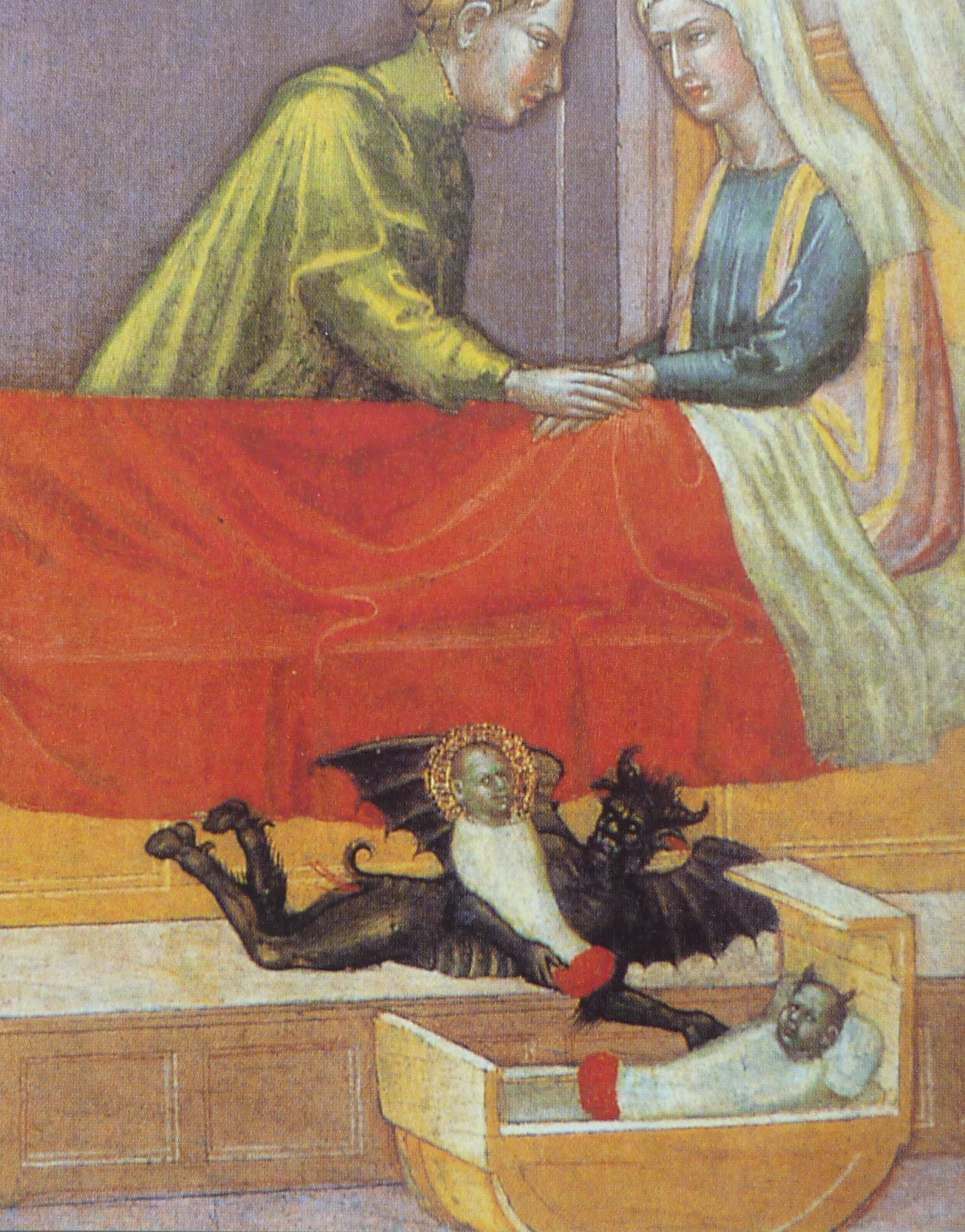
Zły duch podmieniający dziecko – XV wiek; ze zbiorów Städel Museum

Odmieniec (takżeː podrzut, odmienek, podrzuc, podciep) – dziecko podrzucone przez demony; demon z wierzeń słowiańskich.

## Opis
Folklor  Europy Zachodniej zawiera wierzenia w odmieńce jako dzieci podrzucone przez wróżki lub diabła. W folklorze słowiańskim natomiast odmieniec był podmienionym dzieckiem boginek, mamun lub dziwożon, które zabierały ludzkie dziecko, zostawiając młodym matkom swoje. Tym samym odmieniec sam był postacią demoniczną, której należało się pozbyć. Dziecko uznane za odmieńca głodzono, pozostawiano na rozstajach dróg lub wysypiskach, pojono wodą ze skorupki jajka lub obijano je np. brzozowymi rózgami. Liczono na to, że  przywołane płaczem boginki zwrócą ludzkie dziecko, a zabiorą swoje.
Odmieniec był opisywany m.in. jako „diabeł z wielką głową”, osobnik  brzydki, głośno i ciągle krzyczący, o wielkim apetycie, wielkim brzuchu, nie mówiący zrozumiale, zachowujący się gwałtownie i dziwnie. Opis ten wskazuje na objawy charakterystyczne dla różnego rodzaju niepełnosprawności, dla których społeczność wiejska nie znajdowała zrozumienia i akceptacji. Zdarzały się przypadki zabójstw „odmienionych” dzieci, np. poprzez utopienie.

## Lokalne wersje nazw i wierzeń
Na Górnym Śląsku odmieniec znany był pod nazwamiː podciep, podciepek. Na Opolszczyźnie funkcjonował pod nazwąː mamuna. W Krakowskiem powszechne było określenie bogieniak/bugieniak. 
Na wsi podkarpackiej praktykowano chowanie odmieńca pod blaszaną wanienką na podwórkuː matka uderzała w nią patykiem, prowokując dziecko do płaczu, a tym samym – przywołując boginki. W okolicach Mielca odmienione przez mamunę dziecko głodzono, gotując jedynie skorupkę jajka w izbie z rozścieloną na podłodze słomą. Płacz głodnego „odmieńca” miał przywołać demona i doprowadzić do ponownej zamiany dzieci. W Krakowskiem odmieńca należało obić trzykrotne wierzbowym prętem, by wywołanym płaczem wywołać litość u mamuny. Podobnie w okolicach Wrocławia znana była opowieść o wieśniaczce, której przypołudnica podmieniła dziecko w polu – po obiciu odmieńca rózgą, demon zjawił się z ludzkim noworodkiem.